# مسجد قطيش
مسجد قُطَيش هو أحد المساجد القديمة في مدينة صيدا بجنوب لُبنان. شُيِّد سنة 1001هـ = 1592م، وقيل سنة 1580م، على نفقة الحاج علي بن مُحمَّد بن قُطيش، وهو من أفاضل صيدا في زمانه، ممن كانوا يحرصون على رعاية العلم وأهله.
زار الرحَّالة عبد الغني النابلسي هذا المسجد قُرابة سنة 1112هـ = 1700م ووصفه في كتابه «التُحفة النابلسيَّة في الرحلة الطرابُلسيَّة» قائلًا: «هُوَ جَامعٌ جَديدٌ مُنوَّر، فيهِ بِركةُ مَاءٍ، وفسقيَّة صغيرة من الرُّخام يجري إليها ماءٌ عذب وَهُو أصغر من جَامِع الكِيخِيا». أُجريت لهذا المسجد ترميمات وإصلاحات عديدة كانت أهمها سنة 1288هـ = 1867م عندما جدَّد أحفاد الشيخ علي قطيش عمارته وأرَّخوا ذلك بأبياتٍ من الشعر نقشوها فوق الباب الخارجي، ونصُّها:
ومن ترميماته أيضًا ترميم دائرة الأوقاف الإسلاميَّة في صيدا سنة 1964م. دُفن في الناحية الجنوبيَّة من المسجد مُؤسسه الشيخ علي قطيش، وضريحه عبارة عن بناءٍ حجري بسيط يعلوه شاهد نُقشت عليه آية قُرآنيَّة. وكان من عادة المُصلِّين في هذا المسجد أن يقفوا على بابه بعد صلاة الفجر ويذكروا الله، فيقول الإمام: «أفلح من قال لا إله إلَّا الله»، فيُردِّد المُصلُّون ثلاث مرَّات: «لا إلهَ إلاَّ الله وحْدهُ لاَ شَرِيكَ لهُ، لَهُ المُلْكُ، ولَهُ الحمْدُ، وَهُو عَلَى كُلِّ شَيءٍ قَدِيرٌ». ويختم الإمام حلقة الذكر بقوله: «فاز من وحَّد الله»، فيُردِّد المُصلُّون «لا إله إلَّا الله».
يقول الباحث والمُؤرِّخ اللُبناني الصيداوي الدكتور عبد الرحمٰن حجازي أنَّ مسجد قطيش من أغنى المساجد في صيدا خُصوصًا ولُبنان عُمومًا، لكثرة أوقافه وكبرها، منها حديقة المسجد ذاتها المليئة بأشجار الليمون. يتكوَّن المسجد من ثلاثة أقسام إلى جانب الحديقة: الحرم والبهو والغُرفة. أمَّا الحرم فلا تتجاوز مساحته خمسين مترًا مُربَّعًا تعلوه قبَّة زُيِّن داخلها بستَّة لوحات من الفُسيفساء، كما زُيِّن جانبا الباب الرئيسي بلوحتين من الفُسيفساء. أمَّا البهو فيتألَّف من قسمين: قسمٌ مُلاصق للحرم يرتفع سقفه على عمودين أثريّين تعلوهما زخارف ونُتوءات، ما يدل على أنَّهما جُلبا من مواقع أثريَّة قديمة، وقسمٌ آخر فسيح تتجاوز مساحته مساحتيّ الحرم والقسم الأوَّل من البهو، ويُروى أنَّ هذا القسم حوى بركة كانت تُملأ بالعصير في ذكرى المولد النبوي ليشرب منها الناس. أمَّا الغُرفة فكانت مُلتقى العُلماء ومركزًا لتعليم القُرآن، وآخر من استعملها للتدريس كان الشيخ موسى نصر المُتوفَّى سنة 1969م الذي كان يُعلِّم القُرآن مجَّانًا.
ارتبط اسم الشيخ يُوسُف الأسير بهذا المسجد وفق إحدى الروايات التي برَّرت سبب نُزُوحه عن صيدا، فقيل أنَّ الناس الذين كانوا يُتابعون دُرُوسه في جامع الكيخيا انتقلوا للاستماع إلى دُرُوس أحد المشايخ في مسجد قطيش، ولمَّا توجَّه الأسير إلى المسجد المذكور لمعرفة السبب الذي أغرى الناس بالعُبُور إليه، سمع الشيخ يُحدِّث الناس عن الدُيُوك وصفاتها وسُلالاتها ومنافعها. فساءه ذلك وعقد العزم على مُفارقة صيدا قائلًا: «مدينة كهذه لا يُطلب العلم فيها».
ومن العُلماء المُتأخرين الذين اشتهروا خلال إمامتهم مسجد قطيش الشيخ «علي عُثمان جرادي»، وذلك خلال بدايات التصعيد العسكري في الثورة السوريَّة، عندما تدخَّل حزب الله إلى جانب النظام السوري ضدَّ المُتظاهرين والثُوَّار. فقد تسبَّب الشيخ المذكور بحالةٍ شعبيَّة في صيدا وصار المسجد يكتظ بالمُصلِّين أيَّام الجُمع للاستماع إلى خطبه التي هاجم فيها النظام السوري وحُلفاؤه وحثَّ الناس ألَّا يدعموهم.